# Dystrykt Lusaka
Dystrykt Lusaka – dystrykt w południowej Zambii w Prowincji Lusaka. W 2000 roku liczył 1 084 703 mieszkańców (z czego 50,61% stanowili mężczyźni) i obejmował 215 316 gospodarstw domowych. Siedzibą administracyjną dystryktu jest Lusaka.